# Coppa del Portogallo 1977-1978 (hockey su pista)
La Coppa del Portogallo 1977-1978 è stata la 5ª edizione della principale coppa nazionale portoghese di hockey su pista. La competizione ha avuto luogo dal 1º dicembre 1977 all'11 febbraio 1978. Il torneo è stato vinto dal Benfica per la seconda volta nella sua storia sconfiggendo in finale l'Oeiras.

## Risultati

### Quarti di finale
| Squadra 1     | Totale | Squadra 2  | Andata | Ritorno |
| ------------- | ------ | ---------- | ------ | ------- |
| Paço de Arcos | 3 - 12 | Oeiras     | 1 - 4  | 2 - 8   |
| Sporting CP   | 14 - 2 | Espinho    | 8 - 0  | 6 - 2   |
| Porto         | 15 - 3 | Belenenses | 10 - 1 | 5 - 2   |
| Valongo       | 3 - 7  | Benfica    | 1 - 3  | 2 - 4   |

### Semifinali
| Squadra 1   | Totale | Squadra 2 | Andata | Ritorno |
| ----------- | ------ | --------- | ------ | ------- |
| Sporting CP | 8 - 10 | Benfica   | 4 - 7  | 4 - 3   |
| Porto       | 6 - 8  | Oeiras    | 4 - 2  | 2 - 6   |

### Finale
| Lisbona 11 febbraio 1978 | Benfica | 6 – 3 | Oeiras |  |